# Maciej Jankowski (ur. 1960)
Maciej Jankowski (ur. 20 listopada 1960 w Sieradzu) – polski prawnik, urzędnik państwowy, nauczyciel akademicki i menedżer. W latach 2007–2013 podsekretarz stanu w resortach związanych z infrastrukturą, w latach 2014–2015 podsekretarz stanu w Ministerstwie Obrony Narodowej.

## Życiorys
We wrześniu 1980 został członkiem „Solidarności”. Absolwent Wydziału Prawa i Administracji oraz Wydziału Filozoficzno-Historycznego Uniwersytetu Łódzkiego. Uzyskał stopień doktora nauk prawnych (w 1991 na UŁ na podstawie pracy zatytułowanej Poglądy polityczne i prawne Włodzimierza Spasowicza) i uprawnienia radcy prawnego. W latach 1985–1993 był asystentem i adiunktem na Wydziale Prawa i Administracji Uniwersytetu Łódzkiego. W latach 1989–1990 był członkiem Unii Polityki Realnej, a później członkiem Kongresu Liberalno-Demokratycznynego.
W latach 1992–1993 pełnił funkcję doradcy ministra w Urzędzie Rady Ministrów. W 1993 rozpoczął praktykę radcowską. Został także menedżerem, m.in. w latach 1996–2004 był wiceprezesem, a następnie prezesem grupy wydawniczej Polskapresse.
29 grudnia 2007 powołany na podsekretarza stanu w Ministerstwie Infrastruktury. 23 listopada 2011 przeszedł na tożsame stanowisko w nowo utworzonym Ministerstwie Transportu, Budownictwa i Gospodarki Morskiej. Odszedł ze stanowiska dzień po utworzeniu 27 listopada 2013 Ministerstwa Infrastruktury i Rozwoju. 7 stycznia 2014 prezes Rady Ministrów Donald Tusk powołał go na stanowisko podsekretarza stanu w Ministerstwie Obrony Narodowej. Odwołany z tego stanowiska 17 listopada 2015.

## Odznaczenia
- Złoty Medal „Za Zasługi dla Związku Oficerów Rezerwy RP” – 2014[7]